# كلود كوهين تانوجي
كلود كوهين تانوجي (بالفرنسية: Claude Cohen-Tannoudji)(مواليد 1 أبريل 1933)، فيزيائي فرنسي. تقاسم جائزة نوبل في الفيزياء لعام 1997 مع ستيفن تشو وويليام فيليبس عن جهودهم في البحث في طرق التبريد بالليزر وحبس الذرات. لا يزال حاليًا باحثًا نشطًا يعمل في المدرسة العليا للنورمال (باريس).

## النشأة
ولد كوهين تنودجي في قسنطينة بالجزائر الفرنسية لأبوين يهوديين جزائريين هما (أبراهام كوهين تنودجي) و(سارة صباح)، ويصف كوهين أصله : "عائلتي أصلها من طنجة، واستقرت في تونس ثم في الجزائر في القرن السادس عشر، بعد أن فروا من إسبانيا خلال محاكم التفتيش. واسم العائلة «تانودجي»، يعني ببساطة الطنجاوي أي الذي ينحدر من مدينة طنجة.
بعد أن أنهى دراسة المرحلة المتوسطة عام 1953 في الجزائر، سافر لباريس لدراسة في مدرسة الأساتذة العليا ،وكان من أساتذته هنري كارتن ولوران شفارتز وألفريد كاستلر.

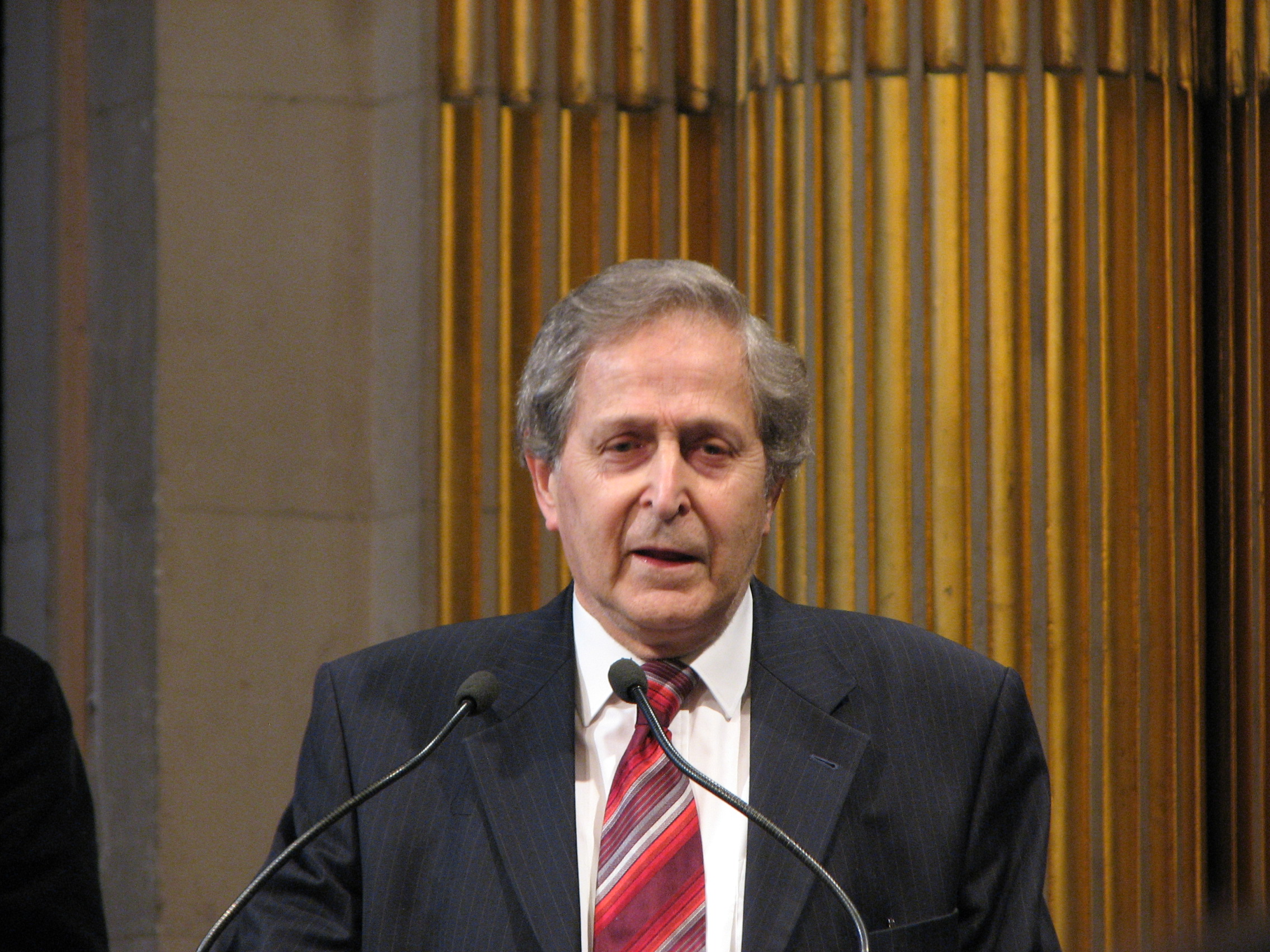
كلود كوهين تنودجي عام 2010

في عام 1958 تزوج كلود من معلمة مدرسة ثانوية وأنجبا ثلاثة أطفال، وانهى الخدمة العسكرية عام 1960 والتي بسببها أجل دراسة الدكتوراة والتي حصل عليها عام 1962م

## روابط خارجية
- كلود كوهين تانوجي على موقع الموسوعة البريطانية (الإنجليزية)
- كلود كوهين تانوجي على موقع مونزينجر (الألمانية)
- كلود كوهين تانوجي على موقع إن إن دي بي (الإنجليزية)